# 2746 Hissao
2746 Hissao è un asteroide della fascia principale. Scoperto nel 1979, presenta un'orbita caratterizzata da un semiasse maggiore pari a 2,2483063 UA e da un'eccentricità di 0,0842168, inclinata di 3,97074° rispetto all'eclittica.